# Fogo de santelmo

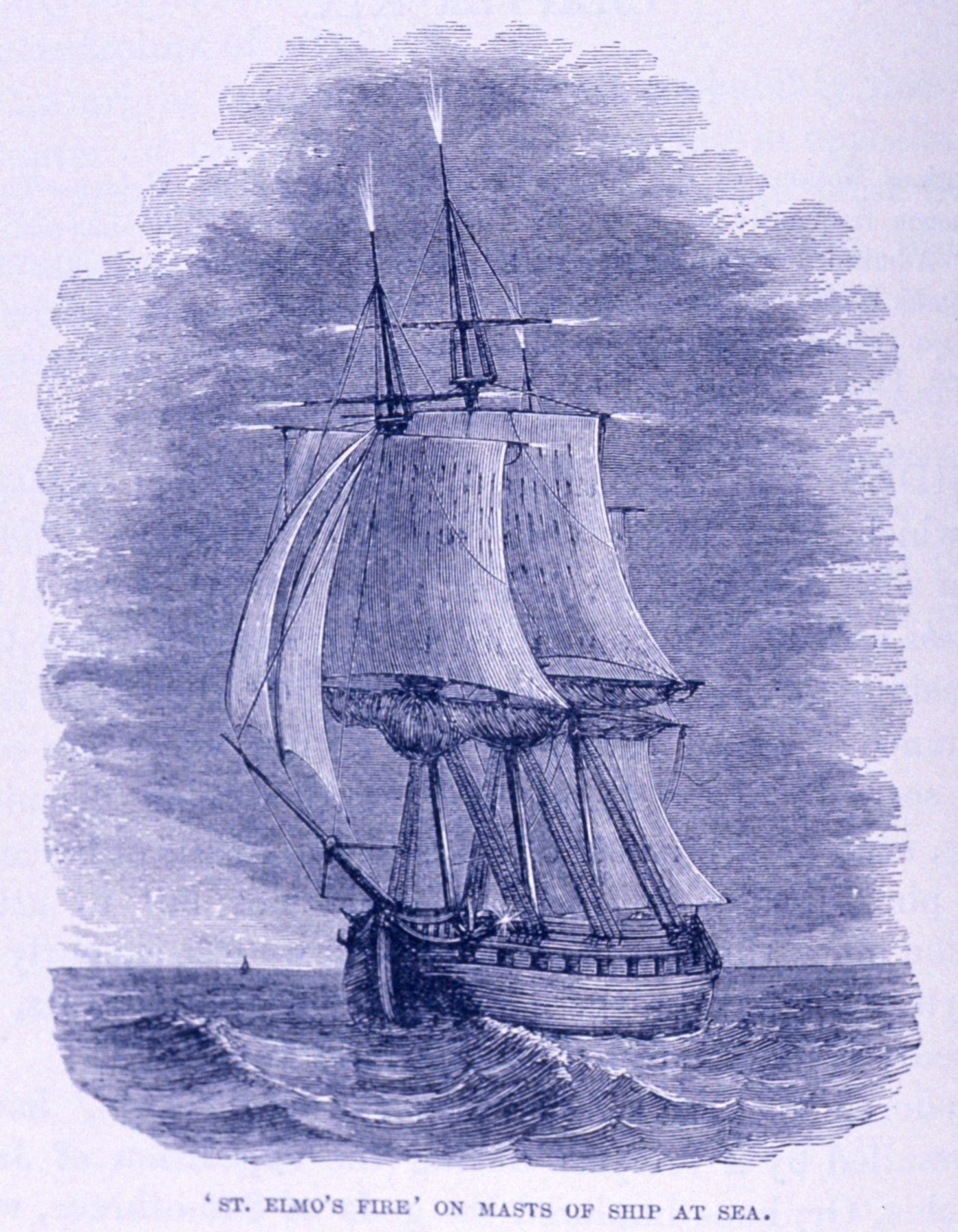
Santelmo nos mastros dum barco no mar.

O fogo de santelmo é uma descarga eletroluminescente provocada pela ionização do ar num forte campo elétrico provocado pelas descargas elétricas. Mesmo sendo chamado de fogo, é na realidade um tipo de plasma provocado por uma  enorme diferença de potencial atmosférica. Fisicamente, é um resplendor brilhante branco-azulado ou nas cores azul ou violeta (depende do tipo de gás que é ionizado) que, em algumas circunstâncias, tem aspecto de fogo de faísca dupla ou tripla, que surge em estruturas altas e pontiagudas como mastros, cruzes de igreja, chaminés ou na fuselagem e nas pontas das asas de aviões.
O fogo de santelmo se observa com frequência nos mastros dos barcos durante as tormentas elétricas no mar, podendo alterar uma bússola se a embarcação não tiver a devida proteção. Também se dá em aviões e dirigíveis. Nestes últimos, era muito perigoso, já que muitos deles eram inflados com hidrogênio, gás muito inflamável.
O fenômeno deve o seu nome a São Pedro Gonçalves Telmo ou a Santo Erasmo (também conhecido como Santo Elmo ou São Telmo), santos padroeiros dos marinheiros, mareantes e barqueiros, que haviam observado o fenômeno desde a antiguidade, e acreditavam que a sua aparição era um sinal propício e que acalmava a tempestade.

## Observações históricas

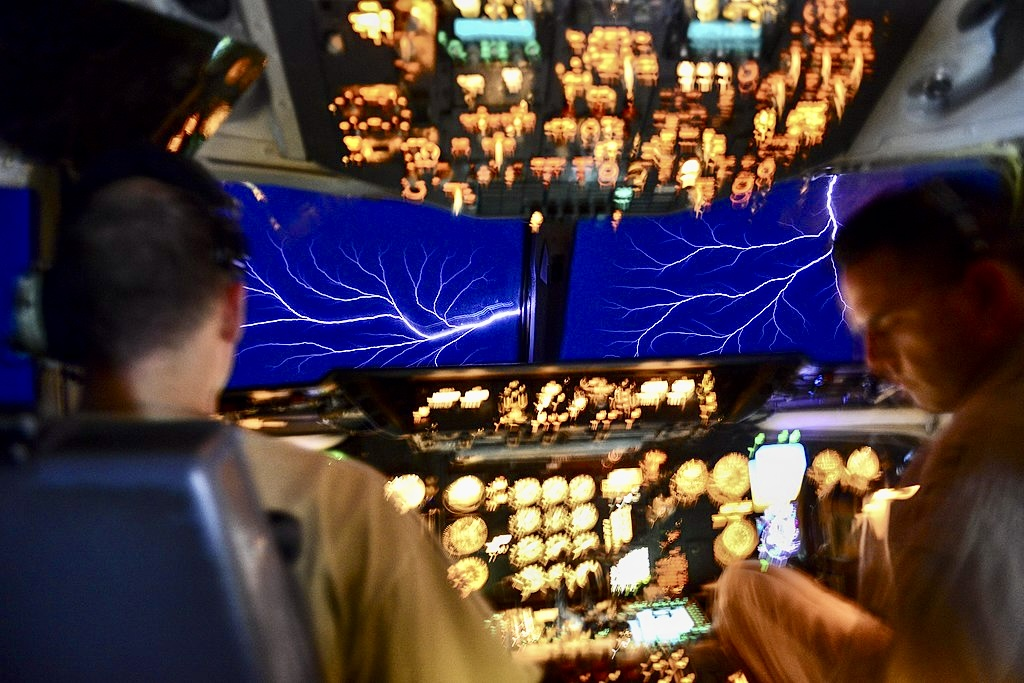
Fogo de santelmo visto através da cabine de comando de uma aeronave.

Diversas civilizações antigas observaram o fenômeno, sempre associando com alguma divindade, como os gregos, por exemplo, que chamavam estas descargas de helena, palavra que significa tocha. Na história recente, cientistas e acadêmicos, além de observar, registraram o fenômeno, como:
- Robert Burton observou e descreveu o fenômeno em seu livro "The Anatomy of Melancholy" de 1621.[4]
- Benjamin Franklin já observara, em 1749, que o fenômeno é de natureza elétrica.[5]
- Charles Darwin notou o efeito enquanto estava a bordo do HMS Beagle, quando o navio estava ancorado no estuário do Rio da Prata.[3]

## Cultura popular
No livro Moby Dick, de Herman Melville, o capítulo 119 narra o encontro do baleeiro Pequod com um tufão, nas águas do Pacífico, nas proximidades do Japão. Em determinado momento da tempestade, um dos imediatos da embarcação, Stubb, grita: "Olha! Olha!" e mais uma vez foram vistas as altas chamas mechadas como que duas vezes mais sobrenaturais em seu palor. "Que os fogos de santelmo tenham piedade de nós!", gritou Stubb, mais uma vez.
Luís de Camões, no seu poema épico Os Lusíadas, descreve o fenômeno do fogo de santelmo na estrofe 18 do canto V.